# Longpont
Longpont é uma comuna francesa na região administrativa de Altos da França, no departamento de Aisne. Estende-se por uma área de 10,94 km². Em 2010 a comuna tinha 264 habitantes (densidade: 24,1 hab./km²).